# 维朗德里
维朗德里（法語：Villandry，法語發音：[vilɑ̃dʁi] ⓘ）是法国安德尔-卢瓦尔省的一个市镇，位于该省西部，谢尔河与卢瓦尔河交汇处，镇中心位于谢尔河左岸，距离省会图尔市区西南约16公里，属于图尔区和图尔-卢瓦尔河谷都会区。维朗德里城堡位于其境内，属于卢瓦尔河谷的城堡群，已被列入世界文化遗产。

## 地理
维朗德里（47°20'22"N, 0°30'40"E）面积17.8 平方千米，位于法国中央-卢瓦尔河谷大区安德尔-卢瓦尔省，该省份为法国中西部省份，北起萨尔特省、东北接卢瓦-谢尔省，东南接安德尔省，南至维埃纳省，西临曼恩-卢瓦尔省。
与维朗德里接壤的市镇（或旧市镇、城区）包括：贝尔特奈、拉沙佩勒欧诺、桑马尔拉皮勒、德吕、萨沃尼耶尔、瓦莱尔。
维朗德里的时区为UTC+01:00、UTC+02:00（夏令时）。

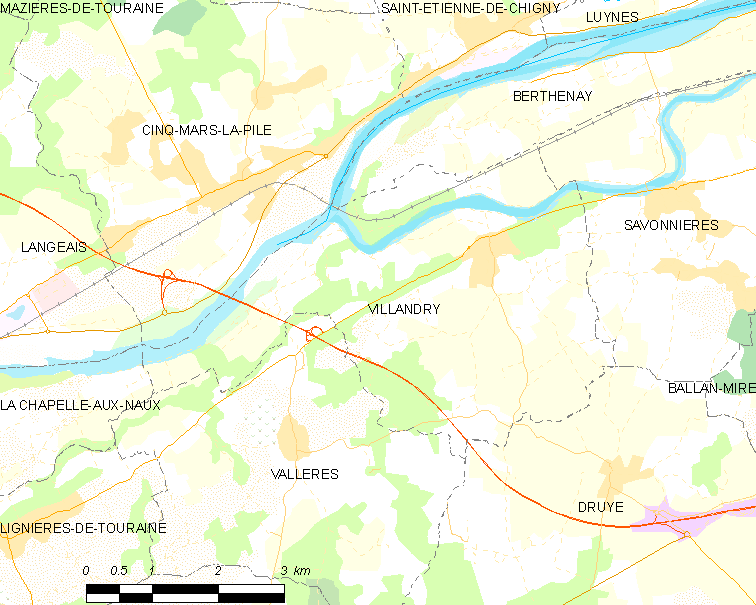
维朗德里的OSM定位图

## 行政
维朗德里的邮政编码为37510，INSEE市镇编码为37272。

## 政治
维朗德里所属的省级选区为巴朗-米雷县。

## 交通
法国国家A85号高速公路经过境内，并通过8号出入口与维朗德里相连。
安德尔-卢瓦尔省省道D7线和D121线在镇中心交汇，另有省道D88线经过谢尔河右岸。
图尔公交32路经过境内。

## 人口

1962-2008年间维朗德里人口变化图示

维朗德里于2022年1月1日时的人口数量为1138人。